# 勃氏美洲鱥
勃氏美洲鱥（學名：Notropis braytoni），為輻鰭魚綱鯉形目雅羅魚科的其中一種，分布於北美洲美國及墨西哥的格蘭德河流域，本魚體細長呈長橢圓形且側扁，眼大，口下斜位，體色為淺灰色，體被櫛鱗，體側中央有一黑色縱紋，從鰓蓋延伸至尾部，尾鰭叉形，體長可達9公分，棲息在沙石底質的溪流底中層水域，屬雜食性，生活習性不明。